# Liu Shan
Liu Chan (207 — 271) foi o segundo e último imperador do estado de Shu Han durante o período dos Três Reinos , filho legítimo e mais velho de Liu Bei. Por ter ascendido ao trono muito novo (tinha apenas dezesseis anos de idade na época), seus cuidados foram confiados ao Primeiro Ministro Zhuge Liang e ao Regente Imperial Li Yan. Durante o reinado de Liu Shan, muitas campanhas foram conduzidos contra o Estado rival de Cao Wei, principalmente por Zhuge Liang e seu sucessor Jiang Wei, mas com poucos resultados. Liu Shan finalmente se rendeu ao Estado de Wei em 263 A.D. depois de Deng Ai ter liderado um ataque surpresa massivo à capital de Shu, Chengdu. Ele foi rapidamente transferido para Luoyang, capital do Wei, e status de duque lhe foi dado. Regozijou de seus últimos anos em paz antes de morrer, provavelmente de causas naturais, em 271 A.D.
Amplamente conhecido por seu nome de infante "Adou / Edou", Liu Shan era comumente visto como um governante incapaz, até mesmo deficiente mental. Ele também foi acusado de se entregar aos prazeres, negligenciando os assuntos do Estado. Alguns críticos dessas hipóteses, no entanto, acreditam que Liu Shan, como seu pai Liu Bei, tinha excelentes habilidades de gestão de pessoas, sendo capaz de equilibrar os interesses das duas principais facções em sua corte, liderados respectivamente por Zhuge Liang e Li Yan. Esses críticos também elogiam Liu Shan por fingir incompetência da forma mais engenhosa e natural possível após a queda de Shu, de modo a evitar danos pessoais. No entanto, o nome "Adou" é, ainda hoje, comumente usado para descrever pessoas incapazes, mesmo com a ajuda significativa de outrem.
Ele também conhecido por o nome Hou Zhu.